# Liber Historiae Francorum
Liber Historiae Francorum ( съкр. LHF, от латински: Книга за историята на франките) е късномеровингска хроника, която преди е позната под името Gesta Francorum. Авторът на Liber Historiae Francorum е неизвестен.
Писана е около 727 г. в 53 капители. За извори се смятат освен първите 6 книги на Григорий Турски от Тур (до 584 г. сл. Хр.), преди всичко устни предания, традиции и загубени текстове. На автора не е позната така наречената Фредегар-хроника.

## Издания и преводи
- Bruno Krusch: Scriptores rerum Merovingicarum 2: Fredegarii et aliorum Chronica. Vitae sanctorum. Hannover 1888, S. 215 – 328 (Monumenta Germaniae Historica, Digitalisat Архив на оригинала от 2017-09-17 в Wayback Machine.)
- G. H. Herz, J. Grimm, R. Lachmann, L. Ranke, R. Ritter: Die Geschichtsschreiber der deutschen Vorzeit. VI. Jahrhundert. Gregor von Tours. Zehn Bücher fränkischer Geschichte. B. VII – X. Sagen aus Fredegar und der Chronik der Frankenkönige. Berlin 1851
- Bernard S. Bacharach: Liber Historiae Francorum. Lawrence (Kansas) 1973
- Herbert Haupt: Liber Historiae Francorum. Das Buch von der Geschichte der Franken (unwesentlich gekürzt). In: Andreas Kusternig, Herbert Haupt: Quellen zur Geschichte des 7. und 8. Jahrhunderts (Ausgewählte Quellen zur deutschen Geschichte des Mittelalters 4a). Darmstadt 1982, S. 338ff.